# 季连
季连，中国上古人物。根据《史记》记载，他是祝融氏吴回的孙子，陆终的最幼子。陆终有六个儿子：昆吾（樊）、参胡（惠连）、彭祖（钱）、（来言）、曹安（晏安，安季，邾国的祖先）、季连。季连，芈姓，是楚国的祖先。季连生附沮，附沮生穴熊。周文王之时，季连之苗裔为鬻熊。
据清华简记载，季连是殷商晚期诸侯，他出生在騩山，后来在方山一带娶了商王盘庚的孙女妣隹，此后便居住在盘地，生了𦀚伯、远仲两个儿子。
据安徽大学收藏安大简的记载，季连是老童的孙子，黎的第六子，而且季连就是穴熊，季连与穴熊、鬻熊是同一人的不同写法。